# Boris Dmitrievič Pankin
Boris Dmitrievič Pankin (in russo Борис Дмитриевич Панкин?, Boris Dmitrievič Pankin; Biškek, 20 febbraio 1931) è un politico e scrittore kirghiso, sovietico di nascita.
È stato ambasciatore in Svezia dal 1982 al 1990 e in Cecoslovacchia dal 1990 al 1991, per poi approdare al ministero degli Esteri sovietico. Durante i settantotto giorni in cui ricoprì questa carica, stabilì relazioni diplomatiche con Israele ed eliminò il KGB dai ranghi del ministero degli Esteri.
Attualmente vive in Svezia a Västerort, un quartiere situato a ovest di Stoccolma, e lavora come scrittore. È membro del gruppo Global Panel Foundation.

## Opere
- (EN) Pankin, Boris, The Last Hundred Days of the Soviet Union, Londra; New York, Tauris, 1996, ISBN 1850438781.

## Onorificenze
- Gennaio 2005: Stockholm Citizen of the Month Award